# San Bernardo (estación de TransMilenio)
La estación sencilla San Bernardo forma parte del sistema de transporte masivo de Bogotá, TransMilenio, inaugurado en el año 2000.

## Ubicación
Está ubicada en el centro de la ciudad, sobre la Avenida Fernando Mazuera entre la Avenida de la Hortúa y la Calle 2. Se accede a ella mediante cruces semaforizados ubicados sobre estas dos vías.
Atiende la demanda de los barrios Las Cruces, San Bernardo y sus alrededores.
En sus cercanías están el Hospital San Juan de Dios (conocido como La Hortúa), el hospital Materno Infantil, el hospital La Samaritana, el hospital de la Misericordia, el Instituto Nacional de Cancerología, el Instituto San Bernardo De la Salle y el Seminario San Camilo.

## Origen del nombre
Antiguamente la estación recibia el nombre de «Hospitales» por la cercanía de cinco centros médicos que en un futuro conformarán lo que se conocerá como Ciudad Salud junto con Hospital. Sin embargo, en el año 2019 cambió su nombre a «San Bernardo» por el barrio que se encuentra al costado occidental de la estación.

## Historia
Esta estación hace parte de la Fase III de TransMilenio que empezó a construirse a finales de 2009 y, después de varias demoras relacionadas con casos de corrupción, fue entregada a mediados de 2012.
Durante el Paro nacional de 2019, la estación sufrió diversos ataques que afectaron de forma considerable las puertas de vidrio y demás infraestructura de la estación, razón por la cual no estuvo operativa por algunos días luego de lo ocurrido. La situación se repitió durante el Paro nacional de 2021.

## Servicios de la estación

### Servicios troncales
| Tipo                                | Rutas al Occidente | Rutas al Norte | Rutas al Sur |
| ----------------------------------- | ------------------ | -------------- | ------------ |
| Ruta fácil                          |                    | 2              | 2            |
| Expresos todos los días todo el día |                    | B18 C25 M83    | H83 L18 L25  |
| Expresos lunes a sábado todo el día | K10                |                | L10          |

### Esquema
| ← Norte |         |         |         |
| Calle 2 | 2K10M83 | B18C25  | Calle 1 |
|         | Vagón 2 | Vagón 1 |         |
| Calle 2 | 2L25H83 | L10L18  | Calle 1 |
| Sur →   |         |         |         |

### Servicios complementarios
Asimismo funciona la siguiente ruta complementaria:
- 14-1 circular al barrio Las Cruces.[5]
- 15-5 circular al barrio La María.[6]

### Servicios urbanos
Así mismo funcionan las siguientes rutas urbanas del SITP en los costados externos a la estación, circulando por los carriles de tráfico mixto sobre la Carrera Décima, con posibilidad de trasbordo usando la tarjeta TuLlave:
| Código | Sector                   | Dirección    | Rutas                                                                                |
| ------ | ------------------------ | ------------ | ------------------------------------------------------------------------------------ |
| 527A13 | L IED Antonio José Uribe | AK 10 - CL 2 | 14-1A302A506A522A600A601A618A620A702A706A725A805A809A815B907B919C131 C29 T12 T13 T25 |
| 813A00 | L Br. San Bernardino     | AK 10 - CL 2 | G506G522H131H600H601H617H618H620H702H706H725H907K302L805L809L815 C29 T12 T13 T25     |

## Ubicación geográfica
| Noroeste: Santa Fe         | Norte: L Bicentenario | Nordeste: Santa Fe |
| Oeste: H Hortúa H Hospital |                       | Este: Santa Fe     |
| Suroeste: Santa Fe         | Sur: L Policarpa      | Sureste: Santa Fe  |